# Myoporum laetum
El gandul, gandula, mióporo, siempreverde o transparente (Myoporum laetum) es un árbol en la familia Scrophulariaceae. En Chile y Perú, se le conoce como miosporo.

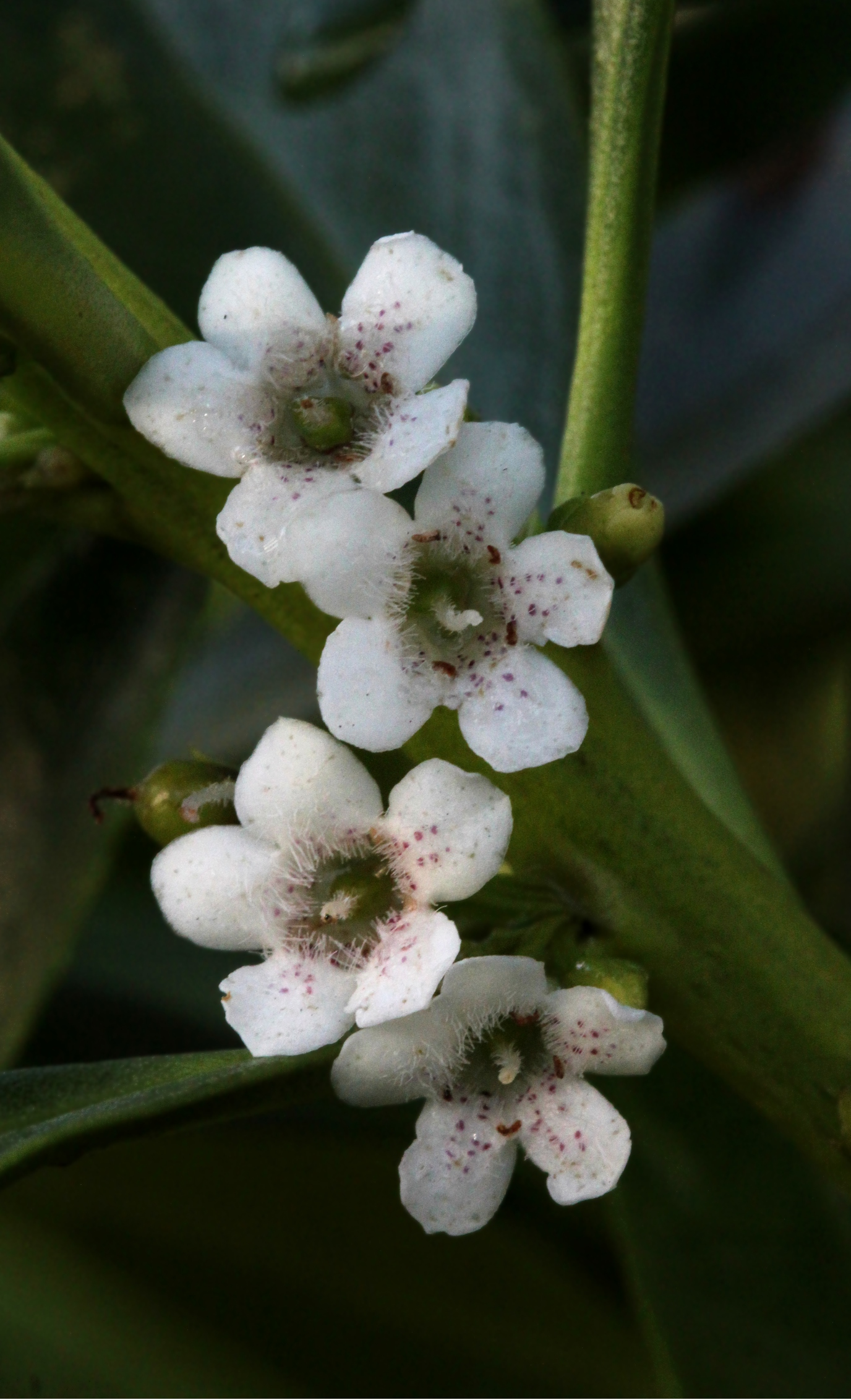
Inflorescencia

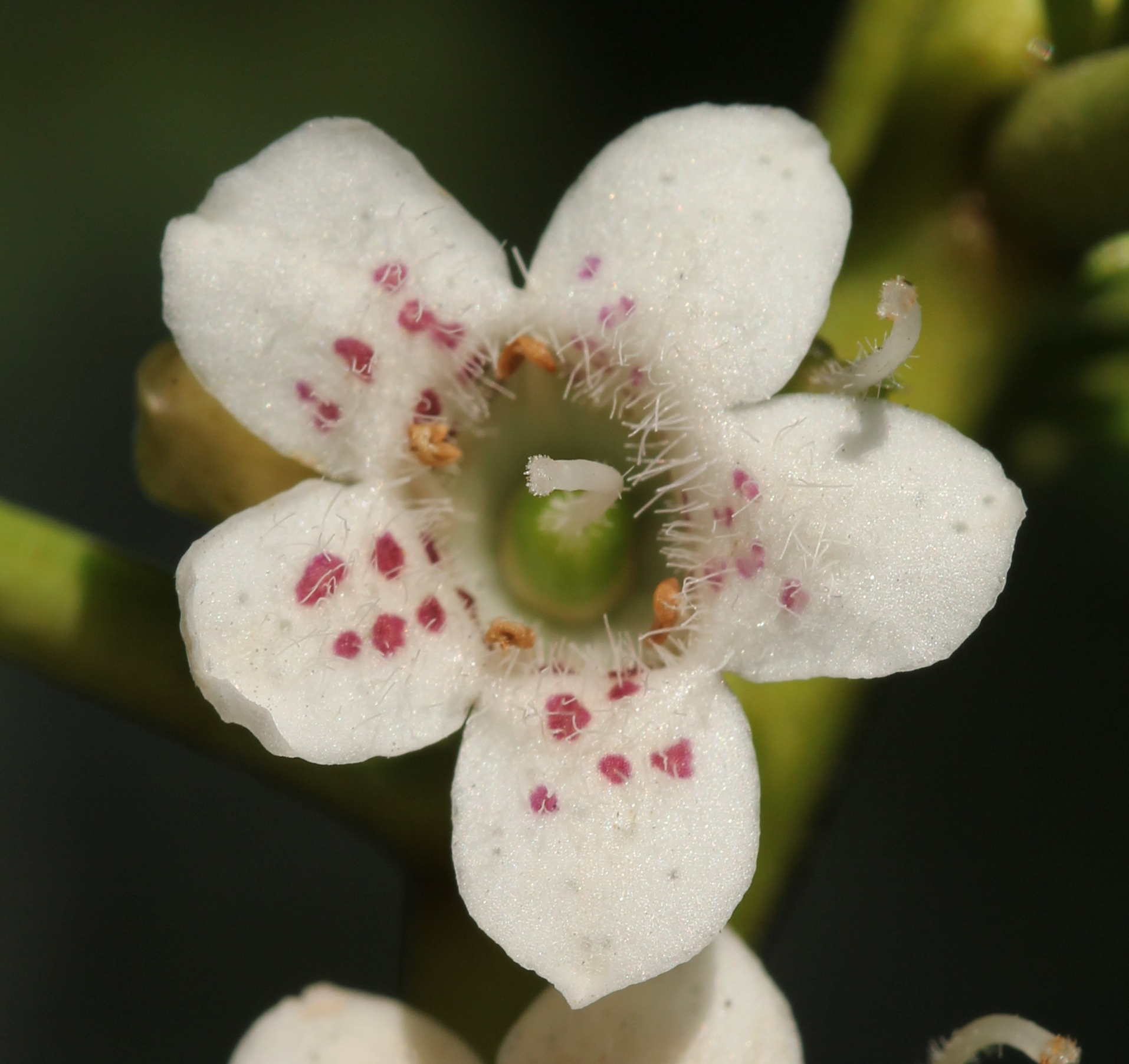
Detalle de la flor

## Descripción
Es un árbol siempreverde que crece hasta una altura de unos 10 m, y que florece desde finales del invierno a mediados de la primavera. La corteza tiene una apariencia agrietada pardusca.

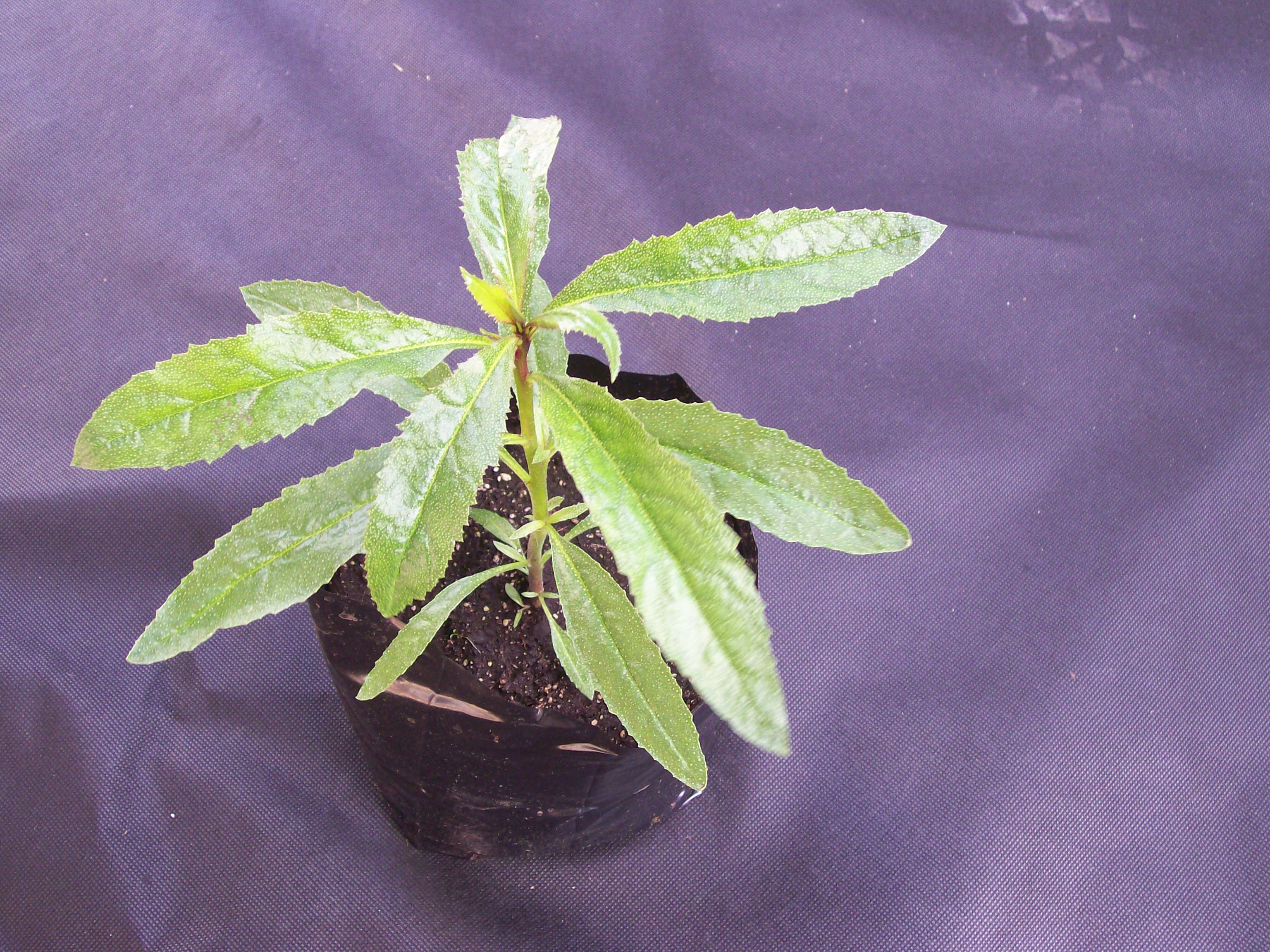
Espécimen joven.

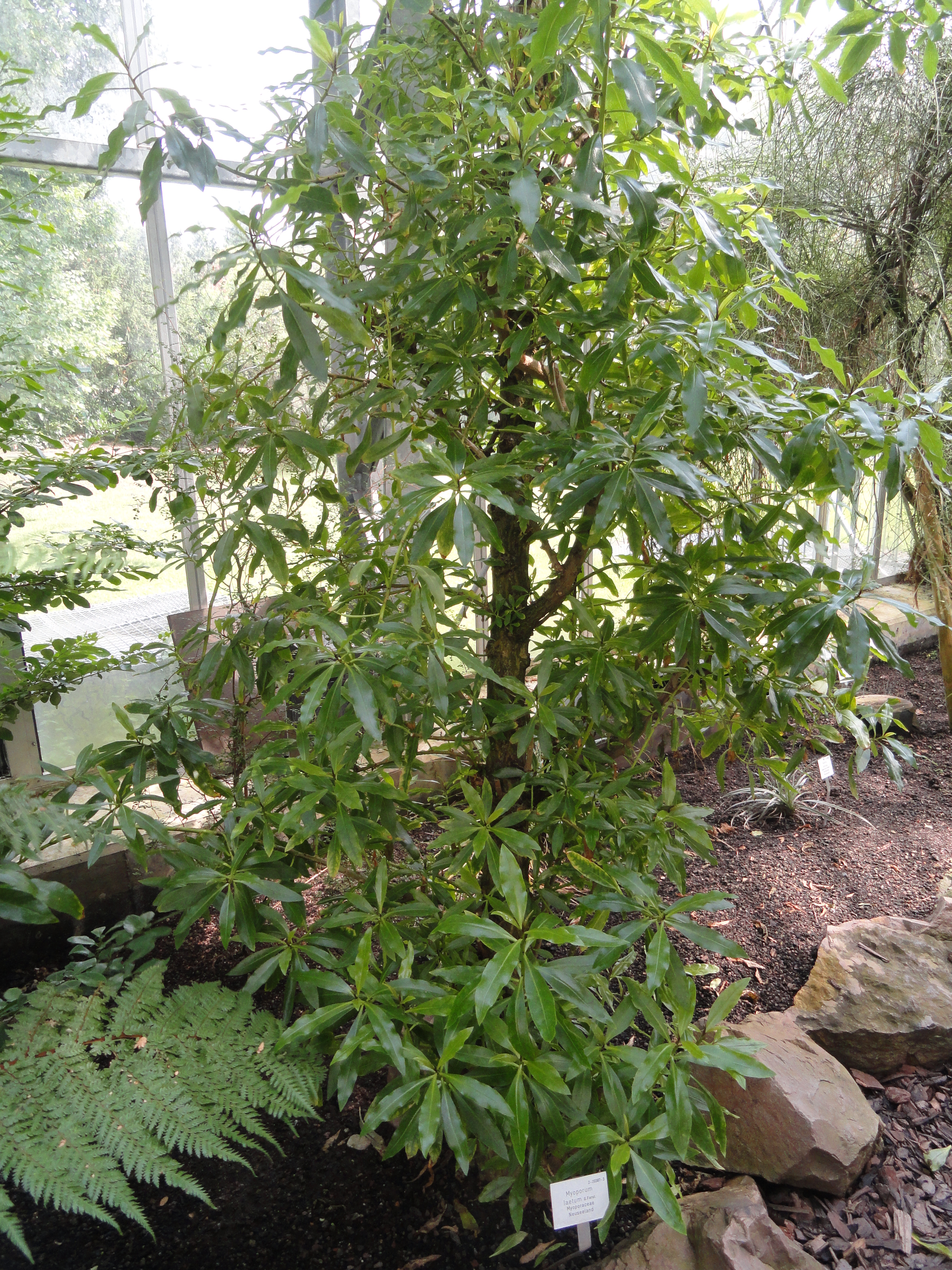
Vista de la planta.

Las hojas, venenosas, tienen bordes enteros o algo dentado apicalmente y están cubiertas de pequeñas glándulas translucidas. Las flores, subactinomorfas pentameras, son hermafroditas y se organizan en cimas axilares de 5-10, con cáliz pentafido y corola de 1,5-2 cm de ancho con pétalos pelosos soldados entre sí, de color blanco punteado de púrpura; los 4 o 5 estambres son exertos con anteras violetas y el ovario superó y bilocular deriva en un fruto drupaceo globular brillante purpúreo de 6-9 mm de diámetro con una única semilla ovalada-cuadrangular rodeada de un endocarpo pétreo (pireno).

## Distribución y hábitat
Es un árbol nativo de Nueva Zelanda
Crece muy bien en áreas costeras y bosques bajos.
En la península ibérica, se cultiva con frecuencia en las Islas Baleares, Cataluña, Comunidad Valenciana, Región de Murcia, Andalucía, Extremadura, Ceuta, Portugal, Islas Canarias y en general en zonas de clima cálido o suave. Está naturalizado en bordes de caminos y baldíos del litoral, donde a menudo se extiende como planta invasiva. Se cultiva como planta ornamental o para formar setos en las provincias más cálidas, donde sustituye al aligustre.
Aguanta muy bien la proximidad del mar, el viento y los terrenos arenosos. A veces se encuentra asilvestrado.
Myoporum laetumes considerada una planta exótica invasora por el Consejo de Plantas Invasoras de California.

## Ecología
La especie es parasitada por un muérdago de importantes propiedades medicinales (anti-diabética, antibacterial, antihipertensiva, hipolipidemica, antioxidante, antidiareal y estimulación inmunológica), Loranthus micranthus, representante de la familia de las Loranthaceae.

## Usos
Los maoríes frotaban las hojas sobre la piel para repeler mosquitos y jejenes

## Toxicidad
Las hojas contienen una toxina que daña el hígado llamada ngaiona la cual causa enfermedad e incluso la muerte en ganado como es el caso de los bovinos, ovejas y cerdos.

## Propagación

### Semilla
La semilla mide 7-9 mm de un color café claro de un tono ligeramente naranja. La estratificación se recomienda por 8 semanas como tratamiento de germinación de la semilla.  Las semillas pueden tardar varios meses en germinar, pero al reducir el grosor de la capa exterior pétrea al rasparla delicadamente con un cuchillo o al usar lija, el tiempo de la germinación se puede acortar.

### Esqueje
La propagación puede ser realizada con esquejes y usando una hormona enraizadora. Las raíces empezarán a formarse entre 5-9 semanas.

## Especie invasora
Debido a su potencial colonizador y constituir una amenaza grave para las especies autóctonas, los hábitats o los ecosistemas, el mióporo ha sido incluido en el Catálogo Español de Especies Exóticas Invasoras, regulado por el Real Decreto 630/2013, de 2 de agosto, estando prohibida en España su introducción en el medio natural, posesión, transporte, tráfico y comercio.

## Taxonomía
Myoporum laetum fue descrita por Georg Forster y publicado en Florulae Insularum Australium Prodromus 44. 1786.